# ГЕС Capim Branco I (Amador Aguiar I)
ГЕС Capim Branco I (Amador Aguiar I) — гідроелектростанція на сході Бразилії у штаті Мінас-Жерайс. Розміщена між ГЕС Міранда (вище по течії) та ГЕС Capim Branco II. Входить до складу каскаду на річці Арагуарі, що впадає зліва у Паранаїбу (верхня течія Парани).
Для роботи ГЕС річку перекрили комбінованою кам'яно-накидною та земляною греблею висотою 55 метрів та довжиною 610 метрів, яка разом з допоміжною дамбою утворила водосховище з об'ємом 242 млн м3.
Зі сховища вода через прокладений у правобережному масиві канал, а потім тунель подається до розташованого за 1,6 км наземного машинного залу (при цьому останній знаходиться майже за десять кілометрів нижче за течією від греблі, оскільки річка описує тут вигнуту на південь велику дугу). Основне обладнання станції становлять три турбіни типу Френсіс потужністю по 80 МВт, які при напорі у 58 метрів повинні забезпечувати виробництво 1358 млн кВт·год електроенергії на рік.